# Els Quatre Fantàstics
|  | Per a altres significats, vegeu «Els Quatre Fantàstics (desambiguació)». |

Logotip dels Quatre Fantastics

Els Quatre Fantàstics són els personatges de ficció d'un còmic estatunidenc creat per Stan Lee i dibuixat per Jack Kirby que fou publicat per primera vegada el 8 d'agost de 1961, amb data de portada novembre de 1961, i és considerat el començament de l'Univers Marvel.
Els quatre personatges tradicionalment associats amb els Quatre Fantàstics, que van obtenir superpoders després de l'exposició a raigs còsmics durant una missió científica a l'espai exterior, són: Mister Fantàstic (Reed Richards), un geni científic i líder del grup, que pot estirar el seu cos en longituds i formes increïbles; la Dona Invisible (Susan "Sue" Storm-Richards), en aquella època la núvia de Reed i posteriorment la seva esposa, que pot fer-se invisible i projectar poderosos camps de força invisibles; la Torxa Humana (Johnny Storm), el germà petit de la Sue, que pot generar flames, envoltar-se d'elles i volar; i la monstruosa Cosa (Ben Grimm), el seu amic malhumorat però benèvol, una antiga estrella del futbol universitari, company d'habitació de la universitat de Reed i un pilot hàbil, que posseeix una força, durabilitat i resistència sobrehumanas enormes a causa de la seva carn convertida en pedra.
Des de la seva presentació el 1961, els Quatre Fantàstics s'han presentat com una família una mica disfuncional, però amorosa. Trencant la convenció amb altres arquetips còmics, els membres es barallaven, guardaven rancors tant profunds com mesquins, i evitaven l'anonimat o les identitats secretes en favor de l'estatus de celebritat.
Els Quatre Fantàstics s'han adaptat a altres mitjans, inclosos diversos videojocs, sèries d'animació i pel·lícules d'acció real.

## Biografia de ficció
Tres homes i una dona, fan un viatge espacial a bord d'un coet, en el transcurs d'aquest viatge experimental, reben un bany de radiació del Cinturó de Van Allen, aquestes radiacions els donen uns poders sobrehumans. El pilot de la nau, Ben Grimm, és qui en surt més mal parat, i es transforma en la Cosa, un esser enorme, d'aspecte petri, amb una força enorme, i amb molt males puces. El científic, Reed Richards, obté el poder de l'elasticitat, és a dir, que pot estirar el seu cos, fins a uns límits inimaginables, i és conegut pel sobrenom de Mister Fantàstic. El tercer ocupant del coet, era el jove i impulsiu, Johnny Storm, després de l'incident de la radiació, adquireix la propietat d'encendre, tot o part del seu cos, com si fos una torxa humana, i així és com passa a anomenar-se, La Torxa Humana. La quarta, i única dona del vol experimental, és Sue Storm, germana de Johnny Storm, en un primer moment, els poders que adquireix Sue Storm, és el de la invisibilitat, més endavant serà capaç de crear, escuts protectors invisibles, amb aquests poders, s'anomenara, la Dona Invisible.

## Personatges

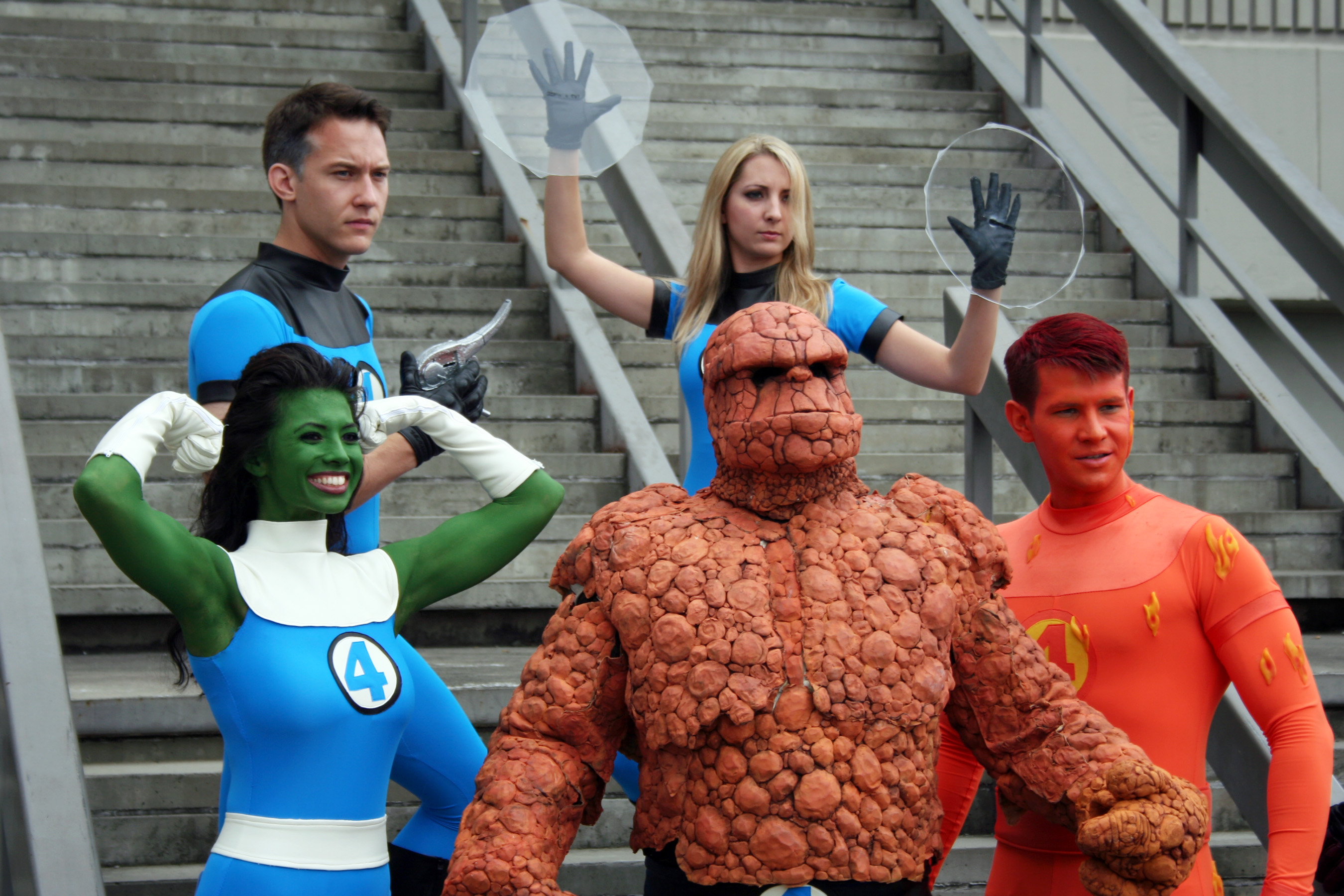
Els quatre fantàstics, amb Hulka, que va ser membre de l'equip

### Personatges principals
El grup el formen habitualment:
- Mister Fantàstic (Mister Fantastic a l'original): sobrenom de Reed Richards, científic, que té el poder de l'elasticitat. Casat, amb Sue Storm, La Dona Invisible, amb la qual té un fill.
- La Torxa Humana (Human Torch a l'original): la propietat d'encendre, tot o part del seu cos com si fos una torxa humana, és la que dona el sobrenom a aquest personatge, que per d'altra banda és el germà de Sue Storm. El seu nom real és Johnny Storm.
- La Dona Invisible (Invisible Woman, inicialment Invisible Girl a l'original): com el seu sobrenom ja diu, els seus poders, són els de la invisibilitat, incloent la creació de camps de força invisibles. Casada amb Reed Richards, tenen un fill en comú. El seu nom es Sue Storm, i és germana de Johnny Storm.
- La Cosa (Thing a l'original): sobrenom de Ben Grimm. La principal característica d'aquest personatge és el seu cos d'aspecte petri, amb una força enorme, i un gran cor.

### Altres membres
Diversos aliats dels Quatre Fantàstics han servit com a membres temporals de l'equip, inclosos Crystal, Medusa, Power Man (Luke Cage), Nova (Frankie Raye), Hulka (She-Hulk a l'original en anglès), Ms. Marvel (Sharon Ventura), Ant-Man (Scott Lang), Namorita, Storm, Black Panther i Iceman. Una formació temporal de Fantastic Four núm. 347–349 (desembre 1990 – febrer 1991) consistia en Hulk (en el seu personatge de "Joe Fixit"), Spider-Man, Wolverine i Ghost Rider (Danny Ketch).

### Aliats
Alguns personatges estan estretament afiliats a l'equip, comparteixen històries personals complexes amb un o més dels seus membres, però mai no han tingut una pertinença oficial. Alguns d'aquests personatges inclouen, però no es limiten a: Namor the Sub-Mariner (inicialment sobretot un antagonista), Alicia Masters, Lyja, H.E.R.B.I.E., Kristoff Vernard (antic protegit del Doctor Doom), Wyatt Wingfoot, El pare de Sue i Johnny, Franklin Storm, l'androide recepcionista Roberta, l'institutriu Agatha Harkness, i els fills de Reed i Sue, Franklin i Valeria Richards.
Altres personatges notables que han estat involucrats amb els Quatre Fantàstics inclouen Alyssa Moy, Caledonia (Alysande Stuart de la Terra-9809), Fantastic Force, els inhumans (especialment els membres de la família reial Black Bolt, Crystal, Medusa, Gorgon, Karnak, Triton i Lockjaw), el pare de Reed Nathaniel Richards, Silver Surfer (inicialment un antagonista), Thundra, el treballador de correus Willie Lumpkin, el propietari de l'edifici Baxter Walter Collins, els rivals de la Cosa el Yancy Street Gang i Uatu the Watcher.

### Enemics
Alguns dels enemics més antics i freqüents de l'equip han implicat enemics com el Mole Man (Home Talp), els skrulls, Namor the Sub-Mariner, Doctor Doom, el Puppet Master, Kang the Conqueror/Rama-Tut/Immortus, Blastaar, els Frightful Four, Annihilus, Galactus i Klaw. Altres antagonistes destacats dels Quatre Fantàstics han inclòs el Wizard (Mag), l'Impossible Man (Home Impossible), el Red Ghost (Fantasma Roig) i els Super-Apes (Super-Simis), el Mad Thinker (Pensador Boig), el Super-Skrull, el Molecule Man (Home Molècula), Diablo, Dragon Man, Psycho-Man, Ronan the Accuser, Salem's Seven (els Set de Salem), Terrax the Tamer, Terminus i Hyperstorm.

## Altres mitjans

### Al cinema
- Els quatre fantàstics és el títol de la pel·lícula que es va estrenar el 15 de juliol del 2005 als cinemes de Catalunya, amb català.[21] El tema musical de la pel·lícula, s'anomena Everything Burns, un tema interpretat per la diva nord-americana Anastacia, i per l'excomponent del grup Evanescence, Ben Moody.